# دار المصطفى للدراسات الإسلامية
دار المصطفى للدراسات الإسلامية أسسها الحبيب عمر بن حفيظ بتريم بمحافظة حضرموت جنوب اليمن عام 1414 هـ، وتعتبر دار المصطفى من المراكز الإسلامية التي تستقطب الطلاب من مختلف أنحاء العالم لغرض تلقي العلوم الإسلامية بالأسلوب العريق الذي تمتاز به الحواضر الإسلامية المعروفة.

## تأسيس دار المصطفى
ابتدأ تأسيس دار المصطفى للدراسات الإسلامية بتريم، حضرموت في عام 1414هـ، ثم تواصل العمل في إنشاء المبنى المخصص له وافتتح الجزء الأول منه بتاريخ التاسع والعشرين من شهر ذي الحجة عام 1417 هـ، وتخرجت الدفعة الأولى منه عام 1419 هـ.

## منهجية الدار - المقاصد
الحمد لله الذي أرسل رسوله بالهـدى ودين الحق ليظهره على الدين كله ولوكره المشركـون، ونشهد أن لا إله إلا الله وحده لا شريك له سبحانه وتعالى عما يشركـون ونشهد أن ونبينا وحبيبنا وقرة أعيننا ونور قلوبنا محمداً عبده ورسوله الأمين المأمون سيد المرسلين وخاتم النبيين المخاطب من قبل الإله الحق بقوله: {وما أرسلناك إلا رحمة للعالمين}، اللهم صل وسلم وبارك وكرم في كل لحظة أبدا على أكرم خلقك عليك وأوسعهم جاهًا لديك محمد وآله المطهرين المقترنين بالقرآن المنزل عليه لن يتفرقا حتى يردا الحوض يوم الدين، وعلى أصحابه الغر الميامين وأحبابه وأتباعه بإحسان أجمعين.

### المقاصد
وقد قام الدار على ثلاثة مقاصد وأهداف:
1. تحصيل وتحقيق علوم الشريعة المطهرة الغراء وآلاتها بتلقيها وأخذها بالسند المتصل عن الشيوخ المتصلين بالشيوخ الراسخين في العلم قبلهم بأسانيدهم المتصلة إلى أكابر أئمة الأمة إلى المعدن والمنبع الأول رسول الله صلى الله عليه وآله وصحبه وسلم.
2. تزكية النفس وتطهير الصفات وتهذيب الأخلاق وتقويم السلوك والتحلي بالآداب النبوية سيراً جاداً مستقيماً إلى الرب المعبود الحق جل جلاله وفراراً إليه سبحانه وتعالى في علاه.
3. نشر الدعوة إلى الله عز وجل ودينه وكتابه وسنة رسوله المصطفى على وجه الرحمة والصدق والسعه والتقريب والجمع والتأليف وحسن الظن والصبر والاحتمال وتطلب المعاذير والثبات والعزيمة وتواصل العمل.

فتبين أن خلاصة المقاصد تحصيل العلم النافع بأخذه عن أهله والعمل به على الوجه الأمثل والدعوة إلى الله على بصيرة. ويتصل بها مقصد رابع وهو حفظ القران الكريم وتلقي علومه.
ولتحقيق هذه المقاصد أعد الدار:

#### البيـئة الإيمانية العلمـية
فتعيّن الساعات للأعمال فتوزع الأوقات ما بين دورس ومطالعة وقيام آخر الليـل للا ستغفـار بالأسحار وشهود للجماعات وتلاوة للقرآن الكـريم والأذكـار والدعوات الواردة وأداء للرواتب والسنن المؤكـدات وتعـارف وتدرب على التـدريـس والوعظ وخروج في الدعوة إلى الله مع تحديد أوقات الطعام والمنام والراحة.

#### المنهج الدراسي
أ- الدراسة الشرعية: لمدة أربع سنوات : يستغرق لمتوسط الذكاء والاجتهاد أربع سنوات يُقبَل فيه الطالب بعد إتقانه القراءة والكتابة وأخذه المبادئ الشرعية ومعرفته اللغة العربية.
ب- الدورات:

##### الدورات الصيفية
حرصاً على إيصال العلم الشرعي وتزكية النفس وبث هم الدعوة إلى الله لمن لم تمكنهم ظروفهم من التفرغ لذلك، فقد رتب دار المصطفى للدراسات الإسلامية بتريم دورات في الإجازة الصيفية مدتها (40) يومًا يتلقى فيها الطالب نصيباً من العلم الشرعي والتزكية للنفس عن رذائلها بالحث على تطبيق آداب النبي صلى الله عليه وسلم وبعث هم الدعوة إلى الله. يوفر للطالب في هذه الدورة السكن والغذاء، وذلك مقابل مبلغ رمزي.
وقد تم قيام (8) دورات حيث بدأت في صيف عام (1416 هـ)، وبلغ عدد الملتحقين بها (5700) طالب. وقد نتج عنها إقامة دورات في جميع محافظات الجمهورية اليمنية منذ عام (1416 هـ) وفي بعض دول العالم.
وسيتم الإعلان عن قيام هذه الدورات وشروط القبول فيها في الوقت المناسب في الموقع.

##### دورات الموظفين
نظرا لانشغال الموظفين وأصحاب الأعمال وعدم تفرغهم للانتظام في الحلقات، يقيم دار المصطفى للدراسات الإسلامية دورة سنوية للموظفين في أوقات تتناسب مع أعمالهم.
وسيتم الإعلان عن قيام هذه الدورات وشروط القبول فيها في الوقت المناسب في الموقع.

##### دورات لتعليم اللغة العربية
تهتم دار المصطفى للدراسات الإسلامية بالمسلمين من غير الناطقين باللغة العربية، وذلك بالتعاون مع معهد بدر بتريم بإقامة دورات لمدة تتراوح بين شهر إلى ستة أشهر، يتلقى فيها الطالب:
1. دراسة اللغة العربية محادثة وقراءة وكتابة.
2. دراسة العلم الواجب من العلوم الشرعية في دار المصطفى.

وقد استفاد من هذه الدورات (100) طالب من مختلف دول العالم.

##### دورة أئمة المساجد
لما كان دور أئمة المساجد ذا أهمية كبيرة في صلاح الفرد والمجتمع فقد أقام دار المصطفى دورة لأئمة المساجد يتلقون فيها:
1. العلوم الشرعية المناسبة لعملهم ولمستواهم العلمي.
2. أساليب الدعوة والتعامل مع مختلف شرائح المجتمع.

وقد أقيمت هذه الدورة أربع مرات بعون الله وتوفيقه.
وسيتم الإعلان عن قيام هذه الدورات وشروط القبول فيها في الوقت المناسب في الموقع.

## فتح فروع للـدار
بنشر نفس المقاصد والأعمال فيما تيسر من الجهات والنواحي والأقطـار وعبرالذين تخرجوا من الدار وغيرهم من الأخـيار.
- رباط الصفاء بصنعاء - الجمهورية اليمنية

## الإدارة
- يرأس مجلس إدارة دار المصطفى الحبيب عمر بن حفيظ.
- نائب رئيس مجلس الإدارة الحبيب علي الجفري وهو أيضاً محاضر في دار المصطفى بالفترة الصيفية.

## نشاطات الدار
لدار المصطفى العديد من علاقات التعاون مع جهات عدة منها مؤسسة طابة التي يرأسها الحبيب علي الجفري .

## مقالات ذات صلة
- كلية الزيتونة
- رباط النور للدراسات الإسلامية

## وصلات خارجية
- دار المصطفى بتريم للدراسات الإسلامية
- موقع الحبيب عمر
- الجزيرة نت : تريم اليمنية عاصمة للثقافة الإسلامية